# Raka (Rouko)
Pour les articles homonymes, voir Raka.
Raka est une localité burkinabé située dans le département de Rouko de la province du Bam dans la région Centre-Nord. En 2006, cette localité comptait 676 habitants dont 55% de femmes.

## Éducation et santé
Le centre de soins le plus proche de Raka est le centre de santé et de promotion sociale (CSPS) de Rouko tandis que le centre médical avec antenne chirurgicale (CMA) de la province se trouve à Kongoussi.